# الامبرس
الامبرس (به لاتین: Allambres) یک منطقهٔ مسکونی در آلبانی است که در شهرستان برات واقع شده‌است.